# The First Day of the Rest of Your Life
«El primer día del resto de tu vida» —título original en inglés: «The First Day of the Rest of Your Life»— es el décimo sexto y último episodio de la séptima temporada de la serie de televisión The Walking Dead . Fue dirigido por Greg Nicotero y el guion estuvo a cargo de Scott M. Gimple, Angela Kang & Matthew Negrete. La cadena AMC lo emitió en los Estados Unidos el 2 de abril de 2017 Fox Premium también hizo el mismo día para Hispanoamérica y España y la cadena FOX Channels hizo lo propio en Hispanoamérica el 3 de abril de 2017 y España el día 3 del mismo mes, respectivamente.
En el episodio, Sasha Williams (Sonequa Martin-Green) acepta la decisión de suicidarse mientras está en cautiverio, con el objetivo de matar a Negan (Jeffrey Dean Morgan) como una caminante. Breves flashbacks muestran su relación a corto plazo con Abraham Ford (Michael Cudlitz) y su amistad con Maggie Greene (Lauren Cohan) como una razón para sacrificarse para protegerla a ella y a sus amigos. El episodio también incluye la preparación de las historias de la siguiente temporada.
Este episodio marcó la última aparición regular de Martin-Green en la serie. Cudlitz repitió su papel de Abraham en los flashbacks. Khary Payton, Steven Ogg, Katelyn Nacon y Pollyanna McIntosh reaparecieron como parte del elenco coprotagónico, antes de ser ascendidos a asiduos de la serie para la octava temporada. El episodio esta dedicado en memoria de Bernie Wrightson, el episodio recibió críticas positivas de los críticos.

## Trama
En la zona-segura de Alexandría, Rick Grimes (Andrew Lincoln) y sus aliados le interrogan a Dwight (Austin Amelio), un ex Salvador, quien les advierte que Negan (Jeffrey Dean Morgan) ha capturado a Sasha Williams (Sonequa Martin-Green ) y está preparando un gran ataque. Rick envía un mensaje a Jadis (Pollyanna McIntosh) y los carroñeros que necesitan de su ayuda.
En el Santuario, Sasha convence a Negan de que mate a un solo alexandrino en lugar de tres por sus transgresiones y acepta ayudar en su plan. Negan tiene a Sasha en un ataúd en un camión mientras el resto de los Salvadores se preparan para marchar. Eugene Porter (Josh McDermitt) le da a Sasha un iPod y un poco de agua antes de cerrar el ataúd. Durante el viaje, Sasha lucha por mantener la conciencia y sueña despierta con su novio ahora fallecido Abraham Ford (Michael Cudlitz) y su amiga Maggie Greene (Lauren Cohan). Los Salvadores encuentran un obstáculo establecido por Dwight, dando tiempo a los alexandrinos y carroñeros para poder tomar posiciones defensivas.
Los Salvadores llegan a la Zona-segura de Alexandria para verlos en posición defensiva, Negan se burla de ellos y ante su palabra, Jadis y los carroñeros giran sus armas contra los alexandrinos, revelando que los salvadores les ofrecieron un trato mejor. Negan ordena que se lleve el ataúd de Sasha, ofreciéndole a Rick que dejará vivir a Sasha si Alexandria se rinde y entrega todas sus posesiones. Rick exige ver a Sasha, y Negan se adelanta para abrir el ataúd. Un flashback muestra que Sasha tomó la píldora suicida que Eugene le había dado el día anterior. Ahora una caminante, Sasha intenta ataca a Negan pero fracasa al matar a un salvador que lo protegió y esta distracción permite a los alexandrinos luchar contra los salvadores y los carroñeros. Mientras los alexandrinos son sometidos, Negan se prepara para matar a Carl Grimes (Chandler Riggs) frente a Rick, la llegada y las fuerzas combinadas del Reino y Hilltop lideradas por el Rey Ezekiel (Khary Payton) y Maggie ayudan a defenderse de los salvadores y carroñeros.
Cuando los Salvadores se reagrupan en el Santuario, Negan le pregunta a Eugene cómo pudo haber muerto Sasha y él sugiere que ella pudo haber muerto por asfixia en el ataúd. Negan sigue dudando, pero acepta la respuesta y les dice a los Salvadores que se preparen para la guerra. En Alexandria, el grupo combinado lamenta sus pérdidas, incluido el sacrificio de Sasha. Daryl Dixon (Norman Reedus) encuentra una nota de Dwight, explicando que no estaba al tanto de la traición de los carroñeros. Rick, Maggie y Ezekiel acuerdan combinar sus fuerzas en la guerra contra los Salvadores.

## Producción

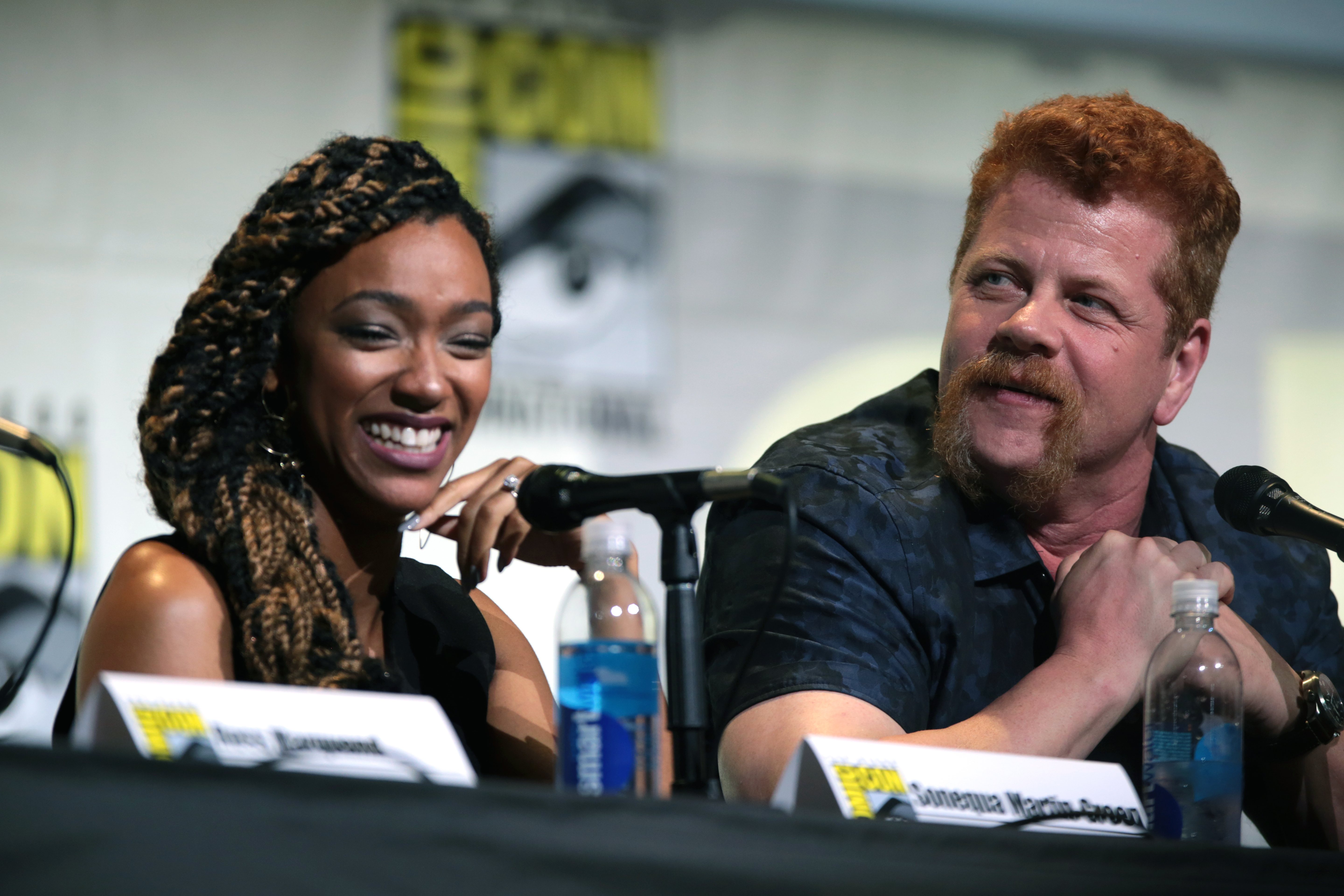
Sonequa Martin-Green (izquierda) y Michael Cudlitz (derecha) hicieron sus últimas apariciones regulares en este episodio.

El episodio marca las últimas apariciónes regulares de Michael Cudlitz como Abraham Ford y de Sonequa Martin-Green como Sasha Williams. Martin-Green explicó la decisión de Sasha de sacrificarse y sintió que era "correcta y completa". Dijo: "Fue bastante poético [...] fue el final perfecto de mi historia, la culminación perfecta de mi vida. Sentí que todos mis caminos me habían llevado a ese momento [...] Todavía iba a pelear porque me había dado cuenta de mi propósito.
Había surgido especulación sobre la salida de Martin-Green del programa para interpretar el papel de Michael Burnham en Star Trek: Discovery. Sin embargo, desestimó estas afirmaciones. Martin-Green dijo que estuvo al tanto de la muerte de Sasha por un tiempo, aunque no conocía los detalles "hasta unas semanas antes". Ella dijo que el escritor Scott M. Gimple le había dicho que la muerte de Sasha sería "heroica y sacrificada y que sería [el] final perfecto para la historia. Él lo había pensado durante mucho tiempo y tuve una visión de ello durante mucho tiempo."
Aunque no se menciona al hermano de Sasha, Tyreese, la muerte de Sasha sirve como un paralelo a la escena de la muerte de su hermano en la quinta temporada del episodio "What Happened and What's Going On". Ambos episodios comienzan con un flashforward de las muertes (aunque esto no se sabe hasta el final) y presentan reapariciones de personajes muertos, así como los títulos de los episodios que hacen referencia al tiempo.
Este episodio fue dedicado en memoria del dibujante de cómics Bernie Wrightson estadounidense, quien murió el 18 de marzo de 2017.

## Recepción
En su emisión inicial, "The First Day of the Rest of Your Life" fue visto por un total de 11,31 millones de espectadores. Además, recibió una calificación de 5.4 en el grupo demográfico clave 18-49, lo que lo convierte en el final de temporada con la calificación más baja del programa desde la segunda temporada. El sitio web agregador de reseñas Rotten Tomatoes reportó un índice de aprobación del 83% con una puntuación promedio de 7.5 sobre 10, según 41 reseñas. El consenso crítico del sitio web dice, "'The First Day of the Rest of Your Life' supera el estancamiento esporádico con una secuencia de batalla llena de acción, una narración satisfactoria e innovadora y un uso impresionantemente imaginativo de un tigre."
Jeff Stone de IndieWire le dio al episodio una calificación de "B-", resumiendo el final de la temporada como con un ritmo deficiente, pero con "suficientes emociones para salir adelante." Kevin Fitzpatrick de Screen Crush le dio al episodio una crítica positiva diciendo que fue un "final fuerte para una temporada por lo demás desigual". Blair Marnell de CraveOnline dio al episodio una crítica mixta, afirmando que sintió que el episodio "le dio a Sasha una despedida memorable [de] una manera interesante. Pero duró demasiado tiempo."
Stuart Jeffries de The Guardian lo llamó "un final satisfactoriamente llamativo", mientras que Kevin Yeoman de Screen Rant sintió que el episodio fue "un fastidio" pero evaluó que la muerte de Sasha sirvió como lo más destacado del episodio. Elise Nakhnikian de Slant Magazine criticó el final, pero elogió las escenas de Sasha. Ella evaluó el final como "decepcionante" y "tan mal hecho que hizo poco para cambiar el equilibrio de poder, funcionando principalmente como un adelanto prolongado de la batalla que seguirá."
Escribiendo para Rolling Stone, Noel Murray le dio al final de temporada notas positivas para su clímax y final. Noam Cohen, de The New York Observer, le dio una crítica mixta, indicando que algunas escenas se sentían repetitivas a episodios anteriores. Además, el periodista de New York Daily News, Dan Gunderman encontró que las secuencias iniciales del episodio eran "lentas desde el principio", pero una vez que el episodio llegó al clímax, dijo que era una "televisión que provoca escalofríos". Por último, desde el Orlando Sentinel, Hal Boedeker escribió que "The First Day of the Rest of Your Life" dio a los espectadores "giros memorables y una despedida inolvidable".